# Marsais-Sainte-Radégonde

Marsais-Sainte-Radégonde este o comună în departamentul Vendée, Franța. În 2009 avea o populație de 510 de locuitori.